# Schefflera fimbriata
Schefflera fimbriata är en araliaväxtart som först beskrevs av Ferdinand von Mueller, och fick sitt nu gällande namn av Hermann August Theodor Harms. Schefflera fimbriata ingår i släktet Schefflera och familjen araliaväxter. Inga underarter finns listade.